# Comuna Jovtneve, Zhurivka
Jovtneve (în ucraineană Жовтневе) este o comună în raionul Zhurivka, regiunea Kiev, Ucraina, formată din satele Hreceana Hreblea, Jovtneve (reședința) și Vîșneve.

## Demografie
Componența lingvistică a comunei Jovtneve
     Ucraineană (96,43%)
     Rusă (3,23%)
     Alte limbi (0,34%)
Conform recensământului din 2001, majoritatea populației comunei Jovtneve era vorbitoare de ucraineană (96,43%), existând în minoritate și vorbitori de rusă (3,23%).